# IC 1345
IC 1345 је елиптична галаксија у сазвјежђу Водолија која се налази на листи објеката дубоког неба у Индекс каталогу.
Деклинација објекта је - 13° 23' 51" а ректасцензија 21h 1m 22,1s. Привидна величина (магнитуда) објекта IC 1345 износи 14,6 а фотографска магнитуда 15,6. IC 1345 је још познат и под ознакама NPM1G -13.0508, PGC 938504.